# ترائن
شهر ترائن (به آلمانی: Traun) در استان  اوبراسترایش با جمعیت  ۲۳٬۹۴۱  نفر در کشور اتریش واقع شده‌است.